# Wilhelm Ahrens
Wilhelm Ahrens (1 de outubro de 1912 - 26 de agosto de 1998) foi um oficial alemão que serviu na Heer durante a Segunda Guerra Mundial. Foi condecorado com a Cruz de Cavaleiro da Cruz de Ferro.

## Carreira militar

### Patentes
| Hauptmann      | 1 de janeiro de 1943 |
| Oberstleutnant | 31 de março de 1970  |

### Condecorações
| Cruz de Ferro 2ª Classe (1939)     |                     |
| Cruz de Ferro 1ª Classe (1939)     |                     |
| Medalha da Frente Oriental         |                     |
| Ehrenblatt des Heeres              | fevereiro de 1942   |
| Cruz Germânica em Ouro             | 14 de abril de 1942 |
| Cruz de Cavaleiro da Cruz de Ferro | 4 de maio de 1944   |